# Union pour une alternative démocratique
Die Union pour une alternative démocratique (UAD, Union für eine demokratische Alternative) war ein Bündnis von Oppositionsparteien in Dschibuti.
Der Oppositionspolitiker Ahmed Dini Ahmed, der der Volksgruppe der Afar angehört, gründete die UAD nach seiner Rückkehr aus dem französischen Exil 2001. Das Bündnis umfasste zunächst vier Parteien:
- Alliance républicaine pour la démocratie (ARD)
- Mouvement pour le renouveau démocratique et le développement (MRDD)
- Union pour la démocratie et la justice (UDJ)
- Parti djiboutien pour le développement (PDD).

Im Vorfeld der Parlamentswahl 2003 wechselte der Oppositionspolitiker Aden Robleh ins Regierungslager und schwächte damit die Opposition. Die UAD trat bei dieser Wahl gegen die regierende RPP bzw. deren Bündnis UMP an. Den offiziellen Ergebnissen zufolge erreichte sie landesweit 37,3 % der Stimmen; da sie jedoch in keinem der fünf Wahlkreise eine Mehrheit gewann, erhielt sie gemäß dem Mehrheitswahlsystem keinen der 65 Sitze in der Nationalversammlung. Das beste Ergebnis erzielte die UAD in der Hauptstadt Dschibuti mit 44,9 %. In Obock, das als ihre Hochburg galt, kam sie hingegen nur auf 38,5 %.
Die UAD warf der Regierung daraufhin Betrug vor. Ihr Antrag auf eine Nachzählung wurde jedoch abgewiesen. Eine geplante Demonstration wurde vom Innenminister verboten. Im März 2003 wurde Daher Ahmed Farah, Führer der MRD und Herausgeber der Tageszeitung Le Renouveau Djiboutien, verhaftet, nachdem er einen kritischen Artikel über die Armee veröffentlicht hatte.
Mit dem Tod von Ahmed Dini Ahmed verlor die UAD 2004 ihre wichtigste Führungspersönlichkeit. Im Dezember 2004 wurde die PDD aus dem Bündnis ausgeschlossen. Die UAD boykottierte die Präsidentschaftswahl 2005 und die Parlamentswahl 2008.
2010 ist Ismaël Guedi Hared, früherer Kabinettsvorsteher unter Hassan Gouled Aptidon, Präsident der UAD.